# انتخابات الرئاسة الباكستانية 2018
أُجريت الانتخابات الرئاسية لعام 2018 ((بالأردوية: صدارتی انتخابات)‏) في باكستان في 4 سبتمبر 2018. وشهدت الانتخابات فوز عارف علوي من حركة الإنصاف الباكستانية ليكون رئيس باكستان الثالث عشر بعد فوزه على فضل الرحمن من مجالس العمل المتحدة واعتزاز أحسن من حزب الشعب الباكستاني. على الرغم من أن الرئيس الحالي ممنون حسين، الذي كان من المقرر أن تنتهي ولايته في 9 سبتمبر 2018، كان مؤهلاً لإعادة انتخابه، إلا أنه رفض المشاركة.
رشح الائتلاف الحكومي الذي يقوده حزب حركة الإنصاف الباكستانية عضواً مؤسساً للحزب، ألا وهو عارف علوي، بعد أسبوع من إعلان الفوز الرسمي للحزب في الانتخابات العامة. من ناحية أخرى، قام حزب الشعب الباكستاني بالإعلان عن ترشيح نصيره والخبير القانوني والسياسي المخضرم، اعتزاز أحسن، دون إجماع مع بقية المعارضة. ضدهما، جاءت المعارضة بقيادة حزب الرابطة الإسلامية الباكستانية (ن) مع فضل الرحمن، زعيم الحزب اليميني المتطرف الإسلاموي مجالس العمل المتحدة.
وشهدت الانتخابات انتصاراً ساحقاً لعارف علوي الذي حصل على 352 صوتاً من المجمع الانتخابي. تلاه حزب فضل الرحمن المُعارض بـ184 صوتاً، في حين حصل اعتزاز أحسن على 124 صوتاً فقط. تمكن علوي من الخروج منتصراً في البنجاب، خيبر بختونخوا وبلوشستان ، فضلاً عن البرلمان. في غضون ذلك، كان اعتزاز أحسن منتصراً في السند. على الرغم من حصوله على عدد أصوات أعلى من أحسن، لم يتمكن فضل الرحمن من الفوز في البرلمان أو أي مجلس إقليمي.
أدى الرئيس المنتخب عارف علوي القسم باعتباره رئيس باكستان الثالث عشر في 9 سبتمبر 2018.